# Supernova 2012
Supernova 2012 ist ein US-amerikanischer Science-Fiction-Film von Anthony Fankhauser aus dem Jahr 2009. Der Film wurde von The Asylum produziert. Der Film wurde in Deutschland am 29. April 2010 veröffentlicht.

## Handlung
Vor 200 Jahren explodiert ein Stern im Sternbild Leier und wird zur Supernova. Die dabei freigesetzte Strahlung erreicht die Erde nun in wenigen Tagen und droht sie zu zerstören.
Der Erdball wird bereits von kleinen Meteoriten getroffen, als der NASA-Physiker Kelvin zur Basis beordert wird. Auf dem Weg dorthin wird er, seine Frau Laura und seine Tochter Tina von Syrern überfallen, weil die USA Atomraketen in die Raumstation im All transportiert hat. Die streng geheime Operation dient jedoch der Abwehr der noch nicht öffentlich bekannten Supernova-Strahlung und nicht, wie von anderen Regierungen vermutet, der Bedrohung der anderen Staaten der Erde. Ziel ist es, die Atomraketen außerhalb der Erdatmosphäre zu zünden und somit einen nuklearen Schutzschild zu erzeugen. Kelvin wird zur Basis gebracht, seine Familie wird von Sicherheitsbeamten eskortiert.
In der Basis wird Kelvin von der Chinesin Dr. Kwang Ye und dem Russen Dzerzhinsky unterstützt. Inzwischen wird die Erde von immer stärkeren Erdbeben erschüttert. Dabei kommt die Sicherheitseskorte von Kelvins Familie ums Leben. Es wird immer wärmer, die Blitzeinschläge und Tornados nehmen stark zu. Laura und Tina müssen sich allein zu Kelvin durchschlagen.
Als Kelvin die Systeme überprüft, wird er von einer schwarz gekleideten Person attackiert. Er verdächtigt die chinesische Wissenschaftlerin, hat aber keine Beweise. Kelvin erreicht telefonisch seine Frau und informiert sie, dass er zur Zündung der Raketen zur Raumstation fliegen wird.
In der Raumstation wird der Russe Dzerzhinsky von Dr. Kwang Ye ermordet. Kurz bevor Kelvin die Raketen starten will, attackiert sie auch ihn, er kann sie jedoch töten. Er zündet die Raketen und der Schutzschild rettet die Erde.

## Kritik
„Je näher der von Roland Emmerich und angeblich dem Mayakalender ausgelobte Weltuntergang im Jahr 2012 rückt, desto mehr überbieten sich die Filmemacher der Kategorie B und C mit ihren Beiträgen zum Thema. In diesem gewagt konstruierten Low-Budget-SF-Reißer aus dem notorischen Hause Asylum gesellen sich iranische Autobomber, glatzköpfige Horror-Rednecks und gar ein weiblicher Space Ninja zu den Todesstrahlen aus dem All, weshalb es zwar verrückt, doch niemals langweilig zugeht beim verzweifelten Kampf um die Rettung der Menschheit. Für Katastrophenfilm-Vielseher.“

„Meist unterhält billig zusammengeschusterter Katastrophentrash wenigstens durch unfreiwillige Komik. Dieses Beispiel aus dem Film-Kometenschweif von „2012“ aber ist eine Supernova der Langeweile: Pathos, haarsträubende Logik- und Anschlussfehler und pseudowissenschaftliches Gerede sind ein Armageddon für geplagte Zuschauernerven. Fazit: Man sehnt schnell die Endzeit herbei.“